# 地区選手権競走
地区選手権競走（ちくせんしゅけんきょうそう）は、競艇のGI競走の1つ。｢地区選｣、ないしは「地区ダービー」（関東ダービーなど）と略されることがある。

## 概要
1954年（昭和29年）、九州地区選手権の第1回大会が芦屋競艇場で開催された。この大会を皮切りに、1956年（昭和31年）に近畿地区選手権・関東地区選手権・東海地区選手権・中国地区選手権の第1回大会が開催され、1957年（昭和32年）には四国地区選手権の第1回大会が開催される。地区選手権は日本全国にいる選手が6地区に分かれ、地区ごとに競い合う大会と位置づけられている。
1月中旬から2月の下旬にかけて開催される。以前は各地区の大会がまとまって行っていたが、電話投票などの全国発売実施に伴い、日程を分散化させて行うようになりつつある。但し2010年度と2011年度は12月開催で、これにより、賞金王決定戦（シリーズ戦含む）の選考から外れ、翌年の鳳凰賞競走出場への終盤の勝負がけの競走であったが、2012年（平成24年）度から再び1月-2月の開催に戻されて、鳳凰賞競走の最終の切符を手にするGIになる。（出場選手発表「46人＋予備選手」後に権利を得るための競走になる。重複の場合は予備からの繰り上り）さらに、開催年のオーシャンカップ競走に向けた終盤の勝負掛けの競走でもある。開催時期が笹川賞競走のファン投票の時期と被るため、選手紹介やインタビューなどでアピールをする選手が多い。
基本的には初日・2日目の第12レースにドリーム戦が行われる。特に、四国地区選手権に関しては女子選手の出場が多いため、2日目に女子限定のドリーム戦が組まれる事がある。
1999年、鳴門競艇場で行われた四国地区選手権競走では、山川美由紀が42年ぶりに女子選手の記念制覇を果たした（この当時の女子王座決定戦はGII）。
2022年、鳴門競艇場で行われた四国地区選手権競走は、競艇のみならず、全公営競技を通じて、GII以上の競走としては初めてモーニングレースとして開催された。

### 賞金
優勝賞金は他のGI競走より大幅に低い640万円である。2024年度までは630万円、2023年度までは580万円、2018年度までは450万円だった。（プレミアムGIは1300万円（クイーンズクライマックスのみ1700万円）「副賞金あり」、周年記念競走は1200万円「副賞金あり」、ダイヤモンドカップ競走、高松宮記念特別競走は1100万円、GII競走のモーターボート大賞競走は500万円、令和7年度）

### 出場選手
基本的にはA1級選手を中心として選出される。地区により選手数に差が有るため、A1級でも出場できない選手がいる地区もあれば、B1級の選手が出場できる地区もある。また、あっせん直近の勝率が高い場合など近況好調である場合には、勝率など近況不調なA1級の選手を抑えてA2級の選手があっせんされることもあるように、必ずしもA1級であればA2級以下の選手より優先して出場できる競走ではない。普段GI競走に斡旋されないA2、B1級の選手にとっては、全国に名前を売る大きなチャンスになる。

## 地区選手権競走の対象競艇場
各地区選手権競走は、下記に示した各地域毎の、各競艇場の持ち回り開催(太字の競艇場はナイター開催)である。

### 関東地区選手権競走
群馬支部、埼玉支部、東京支部にある、桐生競艇場、戸田競艇場、江戸川競艇場、多摩川競艇場、平和島競艇場。

### 東海地区選手権競走
静岡支部、愛知支部、三重支部にある、浜名湖競艇場、蒲郡競艇場、常滑競艇場、津競艇場。

### 近畿地区選手権競走
福井支部、滋賀支部、大阪支部、兵庫支部にある、三国競艇場、びわこ競艇場、住之江競艇場、尼崎競艇場。

### 中国地区選手権競走
岡山支部、広島支部、山口支部にある、児島競艇場、宮島競艇場、徳山競艇場、下関競艇場。

### 四国地区選手権競走
香川支部、徳島支部にある、丸亀競艇場、鳴門競艇場。

### 九州地区選手権競走
福岡支部、佐賀支部、長崎支部にある、福岡競艇場、若松競艇場、芦屋競艇場、唐津競艇場、大村競艇場。